# John G. Morris
John Godfrey Morris (* 7. Dezember 1916 in Chicago; † 28. Juli 2017 in Paris) war ein amerikanischer Bildredakteur und eine bedeutende Figur in der Geschichte des Fotojournalismus. Besondere Bedeutung hatten die von ihm publizierten Bilder aus dem Vietnamkrieg.

## Karriere
Das Leben des Journalisten John Godfrey Morris war seit seiner Zeit als Student der University of Chicago in den 1930er Jahren davon geprägt, Fotografien für Zeitschriften und Zeitungen zu edieren. Er arbeitete mit Hunderten von Fotografen zusammen, unter denen sich die größten Namen des 20. Jahrhunderts befinden.
Während des Zweiten Weltkriegs arbeitete John G. Morris für das wöchentlich erscheinende Magazin LIFE. Als Bildredakteur für LIFE in London war er für die Berichterstattung über die Landung der Alliierten in der Normandie am 6. Juni 1944 (D-Day) verantwortlich und edierte die historischen Fotografien von Robert Capa. Nach dem Zweiten Weltkrieg folgten Positionen als Bildredakteur der amerikanischen Zeitschrift Ladies’ Home Journal, leitender Bildredakteur von Magnum Photos, stellvertretender Chefredakteur für Grafik der Washington Post und Bildredakteur der New York Times.
1983 zog er als europäischer Korrespondent für National Geographic nach Paris, wo er bis zu seinem Tod lebte, schrieb, edierte und sich für den Frieden einsetzte.

## Auszeichnungen
- 1971 Joseph A. Sprague Memorial Award, National Press Photographers Association (NPPA)[6]
- 1999 International Center of Photography (ICP) Writing Award for Get The Picture: A Personal History of Photojournalism[7]
- 2002 Professional Achievement Citation University of Chicago[8]
- 2003 Dr.-Erich-Salomon-Preis Lifetime Achievement Award für Fotojournalisten von der Deutschen Gesellschaft für Photographie
- 2004 Prix Bayeux-Calvados des Correspondants de Guerre
- 2009 Chevalier der französischen Ehrenlegion[9]
- 2010 International Center of Photography (ICP) Lifetime Achievement Award[10]

## Ausgewählte Veröffentlichungen
Seine Autobiographie Get the Picture: a Personal History of Photojournalism wurde 1998 von Random House veröffentlicht und 2002 in einer Neuauflage als Taschenbuch von The University of Chicago Press herausgegeben. Sie wurde übersetzt ins Französische (Éditions de La Martinière, 1999), Japanische, Polnische (Wydanie pierwsze, 2007), Italienische (Contrasto Due, 2011) und Spanische (La Fabrica, 2013).
Morris ist zudem Co-Autor von Robert Capa: D-Day, erschienen in Französisch und Englisch (Point de Vues, 2004).

### Von John G. Morris herausgegeben
- Daily Maroon (The Chicago Maroon), Studentenzeitung der University of Chicago, 1933–1937
- Pulse, University of Chicago Studenten Magazin, Herausgeber, 1937–1938
- LIFE Magazine, Bildredaktion, New York, Los Angeles, Washington, London, Chicago, Paris 1939–1946
- Ladies’ Home Journal, Bildredakteur, 1946–1952
- Magnum News Service, leitender Bildredakteur, 1961–1963
- IPS Contact Sheet (Independent Picture Service), 1973–1974
- The Washington Post, stellvertretender Chefredakteur für Grafik, 1964–1965
- Time/Life Books, Bildredakteur, 1966–1967
- The New York Times, Bildredakteur, 1967–1974; Redakteur, NYT Pictures, 1975–1976
- Quest/77-79, Mitherausgeber, 1977–1979
- National Geographic, Europäischer Korrespondent, 1983–1989

### Von John G. Morris
- 1946: Photographers Ran the War. Text von John G. Morris. Popular Photography, Februar 1926.
- 1946: Married Veterans Take Over The Campus. Text von John G. Morris, Fotografien von Myron H. Davis. Ladies’ Home Journal, November 1946.
- 1947: Tenth Reunion. Text von John G. Morris. University of Chicago Magazine, Juni 1947.
- 1948: Your America. Text von John G. and Mary Adele Morris. Ladies’ Home Journal, Juni 1948.
- 1948/1949: People are People the World Over. 12 Artikel von John G. Morris. Ladies’ Home Journal, April 1948 – März 1949.
- 1949: The Soul of a Town. Text von John G. Morris. Pageant. Dezember 1949.
- 1950: Confessions of a Picture Editor. Text von John G. Morris. New York. Photo Notes, Frühling 1950.
- 1950: Let’s Make Honest Pictures. Text von John G. Morris. Modern Photography, Juni 1950.
- 1952: The Face of My Enemy. Text und Fotografien von John G. Morris. Pageant, Mai 1952.
- 1954: An Appreciation: Robert Capa, Werner Bischof. Text von John G. Morris. New York. Infinity, Mai 1954.
- 1954: Magnum Photos – An International Cooperative. Text von John G. Morris. New York. U.S. Camera, 1954.
- 1957: Chim … was Chim. Text von John G. Morris. London. Photography, Januar 1957.
- 1957: Magnum. Text von John G. Morris. Popular Photography, September 1957.
- 1957: Tribute. ASMP Picture Annual. Ridge Press. New York. 1957.
- 1957: The World of David Seymour. Text von John G. Morris. New York. Infinity, Winter 1957.
- 1958: Elliott Erwitt. Text von John G. Morris. Lucerne. Camera, März 1958.
- 1962: Photographers Don’t Think! Text von John G. Morris. Popular Photography, Dezember 1962.
- 1965: Poverty in Perspective. Text von John G. Morris. The Washington Post, 30. Mai 1965.
- 1965: Extra, Extra--a Good Picture! Text von John G. Morris. Popular Photography, September 1965.
- 1966: The New Look in Newspapers. Text von John G. Morris. National Press Photographer, Juni 1966.
- 1966: Great Combat Photos. Text von John G. Morris. Dateline, New York, Overseas Press Club, 1966.
- 1966: Cliff Edom: The Man in Missouri. Text von John G. Morris. Popular Photography, September 1966.
- 1966: Where is the Money in Photography? Text von John G. Morris. Popular Photography, Oktober 1966.
- 1967: And/Or. Vorwort von John G. Morris. Harper & Row, New York, 1967.
- 1968: The Art of Seeing: A Guide to Travel Photography. Text von John G. Morris. Holiday, März 1968.
- 1970: How to Preserve Past and Present. Text von John G. Morris. The New York Times, 21. Juni 1970.
- 1970: An Editor Speaks Out – From The Other Side Of The Desk. Text von John G. Morris. NPPA, 1970.
- 1972: This We Remember. Text von John G. Morris. Harper’s Magazine. September 1972.
- 1974: How Not to Sell Your Pictures. Text von John G. Morris. Popular Photography, Januar 1974.
- 1976: World Press Photo 1976. Vorwort für das Jahrbuch von John G. Morris. World Press Photo 1976, Amsterdam, Teleboek bv., 1976.
- 1977: Eliot Porter, André Kertész, Henri Cartier-Bresson, Peter Magubane. Porträts für jeden von John G. Morris. Quest/77 et seq., Beginning in 1977.
- 1977: White House. Text von John G. Morris. Popular Photography, August 1977.
- 1978: Camera Courageous: John G. Morris remembers Eugene Smith. Text von John G. Morris. Quest/78, 1978.
- 1978: A Gentle Vision: Fotografien von André Kertész. Text von John G. Morris. The Sunday Times, 29. Oktober 1978.
- 1982: John G. Morris: A Photographic Memoir. Text von John G. Morris. Exposure, Society for Photographic Education, Frühling 1982.
- 1983: A Century Old, the Wonderful Brooklyn Bridge. Text von John G. Morris, Fotografien von Donal F. Holway. National Geographic, Mai 1983.
- 1985: W. Eugene Smith, Let Truth Be the Prejudice. Illustrierte Biographie von Ben Maddow; Nachwort von John G. Morris. Aperture, 1985.
- 1986: FD Paris 1986. Einführendes Kapitel zu Fodors Reiseführer von 1986 für Paris von John G. Morris. Fodor’s, 1985.
- 1998: Get the Picture: A Personal History of Photojournalism. Autobiografisches Buch von John G.Morris. Erste Ausgabe, Random House, 1998. ISBN 0-226-53914-8 Zweite Ausgabe, University of Chicago Press, 2002. Vorwort von William H. McNeill, Nachwort von John G. Morris. ISBN 978-0-226-53914-0
- 2004: How LIFE Covered D-Day. Text von John G. Morris, International Herald Tribune. 6. Juni 2004.[11]

- 2004: Henri Cartier-Bresson: The Photographer, The Artist, And My Friend. Text für die Titelgeschichte von John G. Morris. News Photographer, September 2004.[12]
- 2004: Robert Capa: D-Day. Texte von Robert Capa und John G. Morris. Point de Vues, 2004. ISBN 978-2-9516020-7-6
- 2010: MoMA: Cartier-Bresson, Visionary. Artikel von John G. Morris. Vanity Fair, April 2010.[13]
- 2010: Enough is Enough. Foto-Essay von John G. Morris. Frontline Club Broadsheet, Winter 2010.[14]
- 2011: Depression or Recession? Parallels with 1929. Artikel von John G. Morris. INSEAD Knowledge, Juni 2011.[15]
- 2011: Robert Capa – Traces d’une Légende. Vorwort von John G. Morris. Bernard Lebrun and Michel Lefebvre. Éditions de la Martinière, Paris France. 2011.
- 2012: An American from Paris. Artikel von John G. Morris über Berenice Abbott. Vanity Fair, Februar 2012, p. 107.[16]
- 2012: Time in Turkey. Feature von John G. Morris. NewsPhotographer NPPA, Januar/Februar 2012.[17]
- 2012: D-Day: Getting the Picture. Artikel von John G. Morris. The Fickle Grey Beast, Juni 2012.[18]

### Über John G. Morris
- 1970: John Morris’ Changing Times. Text von Robert Warner. Editor & Publisher, 13. Juni 1970.
- 1972: A Talk with John Morris. Text von Mark Jury. New York Photographer, Juni/Juli 1972.
- 1974: The Last Happy Band of Brothers. Text von James Baker Hall. Esquire. April 1974.
- 1975: The Picture Picker. Text von Sarah Webb Barrell. Camera 35, März 1975.
- 1976: Magnum: Image and Reality. Text von Harvey V. Fondiller. 35 mm Photography, Winter 1976.
- 1982: A storyteller who speaks with pictures. Text von Laura Stewart. Democrat and Chronicle, Rochester, New York, 3. Dezember 1982.
- 1984: John G. Morris: For the love of the National Geographic Magazine. Photo-Reporter (Paris), April 1984.
- 1998: Image master recaps his life in photojournalism. Text von Jeff Bradley, The Denver Post, 31. Mai 1998.
- 1998: Nieman Reports: Get the Picture – A Personal History of Photojournalism. Edierte Auszüge aus der Autobiografie. The Nieman Foundation for Journalism at Harvard. Summer 1998.[19]
- 2006: Flying Short Course: Evolving Newspapers Are Pushing Photojournalists For Video. Text von Marianne Fulton. NPPA, 21. Oktober 2006.[20]
- 2007: Picture Perfectionist. Artikel von Robin Stummer. The Guardian, 8. Januar 2007, Seite 7.
- 2007: Paris match: Photo editor John Morris finds a home for a lifetime of words and images. Artikel von Mary Ruth Yoe. Fotografien von Dan Dry. University of Chicago Magazine, Mai/Juni 2007, Band 99, Ausgabe 5, 2007.[21]
- 2007: Interview: John G. Morris. Interview von Ignácio Aronovich. Lost Art, 2007.[22]
- 2009: John G. Morris Awarded Légion d’ Honneur in Paris. Artikel von NPPA, Fotografien von Peter Turnley. Mai 2009[23]
- 2009: John G. Morris: An Interview with the Most Influential and Experienced Photo Editor in History. Interview und Fotografien von José Manuel Serrano Esparza. El Rectangulo en la Mano, 12. September 2009.[24]
- 2009: John Morris: An Eye-witness to the Rise of Photojournalism. Artikel von Robert Marquand, The Christian Science Monitor, 27. September 2009.[25]
- 2010: Picking the Images that Symbolized an Era. Interview von Cathy Nolan, Fotografien von Dana Maitec. Paris Magazine, Januar/Februar 2010.
- 2010: John G. Morris: The living history of photojournalism. Artikel von Kelly Ramundo. El País, 8. Mai 2010.
- 2010: Living Legend Photo Editor John G. Morris is bestowed the 2010 ICP Lifetime Achievement Award. Artikel und Fotografien von José Manuel Serrano Esparza. El Rectangulo en la Mano, 10. Mai 2010.[26]
- 2010: Parlez-moi d’images : Le Meilleur du Monde. Gespräch mit Dimitri Beck, Polka Magazine No. 11, Winter 2010/2011.
- 2011: Imprint of a Tumultuous Century. Artikel in Newsweek, 2. Mai 2010.
- 2011: Get the Picture: The great master of photo-journalism tells his tale. Artikel von Andrea Zappa. Vogue Italia, 28. Juni 2011.[27]
- 2011: Professione Reporter: Le Memorie Del Più Grande Photo Editor Del Secolo. Artikel von Antonella Barina. Il Venerdì, la Repubblica, 8. Juli 2011.
- 2011: La leggenda della Magnum. Artikel von Giuseppe Culicchia. La Stampa, 6. August 2011.
- 2011: Quegli scatti che fermano la Storia. Artikel von Giuseppe Montesano. Il Mattino, 24. August 2011.
- 2011: LIFE During Wartime: One Editor Remembers Pearl Harbor. Artikel von Jared T. Miller. TIME, 7. Dezember 2011.[28]
- 2012: The Most Interesting Man in The World. Artikel von Julie Callahan. The World in Between, 15. Januar 2012.[29]
- 2012: A Greater Responsibility than Ever to Keep Telling the Truth. Artikel von Heather Faulkner, 14. Juli 2012.[30]
- 2012: John G. Morris: Las fotos sin palabras no cuentan la historia completa. Artikel von Alfonso Armada, ABC, 4. November 2012.[31]

## Ausgewählte Medien
- 1987: Unterwegs. Werner Bischof – Photograph 51/52. Film von René Baumann und Marco Bischof. b/w, 50 min. Schweiz.[32]
- 1989: W. Eugene Smith – Photography Made Difficult. Film von Kirk Morris, 89 Min, Phaidon, USA.
- 1997: Decisive Moments – The Photographs That Made History. Dokumentation von Tim Kirkby und Deborah Lee für die BBC.
- 1999: Booknotes – John G. Morris: Get the Picture. Interview von Brian Lamb. C-SPAN. 1. Oktober.[33]
- 2000: Chosen People. Dokumentation über 12 Familien der Serie "People are People the World Over" für Ladies Home Journal. Regie: Seona Robertson (Caledonia, Sterne and Wyld, BBC).[34]
- 2002: Guerre sans images – Algérie. Dokumentation von Mohammed Soudani (Amka Films).[35]
- 2004: Heroes Never Die (Los héroes nunca mueren). Documentation von Jan Arnold (Marea Films, Spanien).[36]
- 2004: Taking the Beach. Dokumentation von John Giannini für ABC News Nightline.
- 2005: Looking for an Icon. Dokumentation von Hans Pool und Maaik Krijgsman (Niederlande).[37]
- 2010: John G. Morris - Eleven Frames. Dokumentarfilm von Douglas Sloan (USA).[38]
- 2010: In the Picture Exclusive with John G. Morris: Never Again?. Gespräch mit John G. Morris (Podcast). Frontline Club London, Oktober.[39]
- 2011: The True Value of Photojournalism. Radio-Interview mit John G. Morris, BBC World Radio, April.[40]
- 2011: Photo editor John G. Morris remembers D-Day. Interview mit John G. Morris, France 24, Juni.[41]
- 2012: Interview with John G. Morris About Photojournalism. Zaman, Istanbul.
- 2012: Get the Picture. Filmbiographie mit Morris, Cathy Pearson (Ferndale Films, IE).